# Insidia
Insidia è il decimo album in studio della rockband italiana Litfiba pubblicato nel 2001.

## Descrizione
È il terzo album, il secondo in studio, dopo l'ingresso nel gruppo del cantante Gianluigi Cavallo. Insidia si presenta con sonorità dalle tinte cupe con vere e proprie sfumature dark, con piccoli aiuti di elettronica e con testi maggiormente caratterizzati rispetto al lavoro precedente.
In termini di vendite, però, l'album ha riscosso meno consensi del precedente Elettromacumba, pur essendo generalmente accreditato in termini qualitativamente superiori. Dai primi anni 2000, inoltre, la popolarità del gruppo iniziò a declinare: è un dato di fatto che persino lo zoccolo duro dei fan della band, dopo lo scioglimento del 1999 convenuto dai due leader della band, abbia gradualmente abbandonato il seguito dei Litfiba.
Durante il tour di Insidia si riaggrega alla formazione lo storico tastierista Antonio Aiazzi. Per presentare l'album ci furono quattro tappe "promozionali" chiamate Data Alfa, Beta, Gamma (capodanno 2001-2002) e Delta.

## Insidia.net
In occasione dell'uscita dell'album fu aperto un nuovo sito: Insidia.net, "dove gli utenti potranno creare un laboratorio virtuale chiamato Videofabrik che potranno salvare con la possibilità di farlo vedere anche agli altri, una tra le più innovative forme di interazione fra utenti, musica e web art offerte da un sito".

## Tracce
Testi di G.Cavallo, musiche di G.Cavallo, F.Renzulli, G.Venier; edizioni musicali EMI Music Publishing Italia/ZTL Edizioni Musicali.
1. Mr.Hyde – 4:47
2. Insidia – 3:14
3. La stanza dell'oro – 3:54
4. Nell'attimo – 4:06
5. Invisibile – 4:30
6. Il branco – 3:39
7. Ruggine – 3:24
8. Senza rete – 3:25
9. Luce che trema – 2:52
10. Oceano – 5:26
11. Ruggine (remix) – 4:29

Durata totale: 43:46

## Singoli/Video
1. La stanza dell'oro (promo, videoclip)
2. Mr. Hyde (promo, videoclip)
3. Senza rete (promo)

## Formazione
- Gianluigi "Cabo" Cavallo — voce; cori (tracce 3, 5, 7, 8, 10), chitarra (traccia 3)
- Ghigo Renzulli — chitarre; grooves (tracce 1, 2), cori (traccia 1), tastiere (traccia 5), carillon (traccia 5), solo di minimoog (traccia 6)
- Mauro Sabbione — tastiere (tracce 2-4, 7, 8, 10), pianoforte (traccia 5, 7)
- Gianluca Venier — basso; tastiere (tracce 1, 3, 6, 7, 9, 10), cori (traccia 1), organo Hammond (tracce 2, 8), campionatori (tracce 4, 5, 7), minimoog (traccia 4), grooves (traccia 5, 6)
- Gianmarco Colzi — batteria; cori (tracce 1, 2), percussioni (tracce 3, 4, 6, 10)

Altri musicisti
- Ben Frassinelli - sequencer in "Ruggine" e "Ruggine (Remix)"
- Claudia Bombardella - sax in "Senza Rete"[3]

## Classifica
| Posizione massima |
| ----------------- |
| 9                 |

### Classifiche di fine anno
| Classifica (2001) | Posizione |
| ----------------- | --------- |
| Italia            | 181       |